# Землетрясение в Помпеях (62)
5 февраля 62 года н. э. произошло землетрясение магнитудой от 5 до 6 баллов и максимальной интенсивностью IX или X баллов по шкале Меркалли которое обрушилось на города Помпеи и Геркуланум, причинив им серьёзный ущерб. Землетрясение, возможно, было предшественником извержения Везувия в 79 году н. э., которое разрушило те же два города. Современный философ и драматург Сенека Младший написал рассказ о землетрясении в шестой книге своих «Естественных вопросов», озаглавленной «De Terrae Motu» (О землетрясениях).

## Геологические условия
Эпицентр землетрясения находится в зоне активного растяжения, но недалеко от южного фланга Везувия. Анализ очаговых механизмов в районе Везувия показывает, что активные разломы в этом районе включают северо-западные и Северо-западные трендовые нормальные разломы с наклонным скольжением и нормальные разломы с тенденцией E-W, часть зоны активного расширения, которая простирается на всю длину горной цепи Апеннин, связанной с продолжающимся открытием Тирренского моря. Была предложена связь между землетрясениями в центральных Апеннинах и извержениями Везувия, но пока не доказана.

## Дата
Существует некоторая неопределенность относительно года этого землетрясения. Сенека, писавший вскоре после этого события, описывает землетрясение как произошедшее во время консульства Меммия Регула и Л. Виргиния Руфа, что позволяет предположить, что это было в 63 году нашей эры. Напротив, Тацит, писавший примерно сорок лет спустя, описывает это как произошедшее во время консульства П. Мария Цельса и Л. Асиния Галла, что указывает на 62 год нашей эры. На странице этого события в онлайн — каталоге Сильных землетрясений в Италии (461—1977 гг. до н. э.) обсуждается это несоответствие и считается, что 62 г. н. э. является более вероятной датой.

## Характеристики
Степень ущерба была использована для оценки величины землетрясения. Оценки лежат в диапазоне от 5 до 6.1. максимальная чувствовал[уточнить] интенсивность оценивается в диапазоне от IX до Х, и в области наибольшей интенсивности была удлинена примерно ЗСЗ-ВЮВ. трясло, как сообщается, продолжают в течение нескольких дней[что?], предположительно относящийся к последовательности толчков. Глубина фокуса, по оценкам, находилась в диапазоне 5-6 км.
Землетрясение, вероятно, было предвестником возобновления активности Везувия в 79 году н. э., после длительного периода покоя.

### Ущерб
Города Помпеи и Геркуланум понесли серьёзный ущерб, при этом некоторые здания были повреждены, также сообщалось из Неаполя и Нуцерии.
Сенека сообщил о гибели стада из 600 овец, которое он приписал воздействию ядовитых газов.

### Последствия
Ущерб, причиненный главным толчком и последующей серией подземных толчков, был, по крайней мере, частично устранен как в Помпеях, так и в Геркулануме ко времени извержения 79 года нашей эры. Пара барельефов, вероятно, из ларария в доме Луция Цецилия Юкунда в Помпеях, интерпретируются как изображающие последствия землетрясения на сооружениях, включая Храм Юпитера, Аквариум Цезаря и Ворота Везувия.
Землетрясение побудило римского философа, государственного деятеля и драматурга Сенеку Младшего посвятить шестую книгу своих «Естественных вопросов» теме землетрясений, описав событие 5 февраля и объяснив причину землетрясений движением воздуха.